# دوریان ویدال
دوریان ویدال (فرانسوی: Doriane Vidal‎؛ زادهٔ ۱۶ آوریل ۱۹۷۶) اسنوبردسوار اهل فرانسه است.